# 그린맨

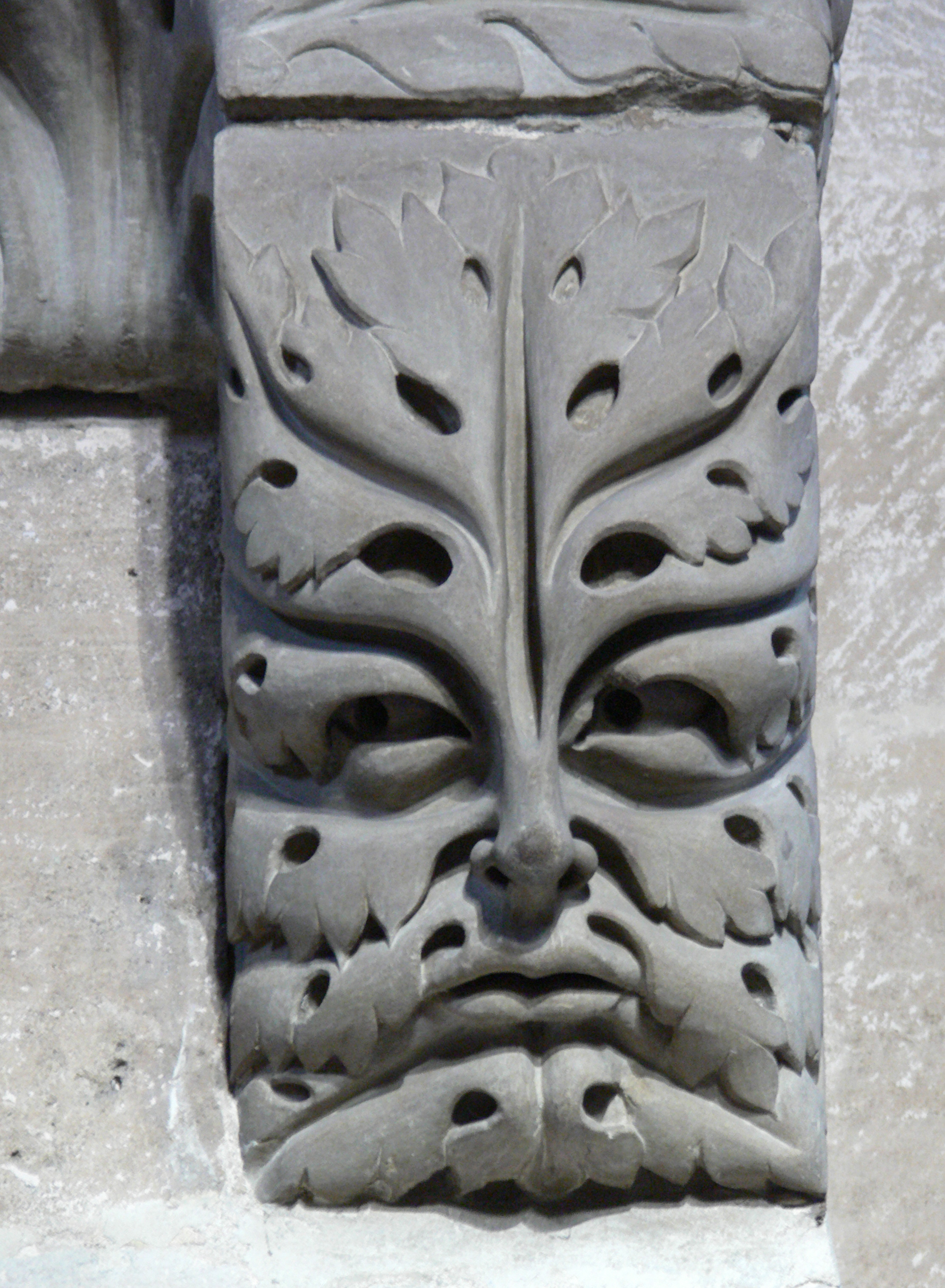
아칸서스 잎 모양의 그린맨: 밤베르크 기수를 지탱하는 코벨, 독일 밤베르크 대성당 (13세기 초)

그린맨(Green Man)은 일반적으로 얼굴 중앙에서 펼쳐지는 잎으로 만들어지거나 완전히 둘러싸인 얼굴의 건축과 예술의 모티프이다. 순전히 장식적인 기능 외에도 그린맨은 주로 다시 태어남의 상징으로 해석되며, 매년 봄에 발생하는 새로운 성장의 순환을 나타낸다.
그린맨 모티프에는 다양한 변형이 있다. 입이나 콧구멍, 얼굴의 다른 부분에서 가지나 덩굴이 돋아나고, 이 싹에 꽃이나 열매가 맺힐 수 있다. 전 세계 여러 시대의 다양한 문화에서 발견되는 그린맨은 종종 자연의 식물 신과 관련이 있다. 마스카론이나 머리 장식의 한 형태인 건축 장식 장식품으로 자주 사용되는 녹색 남자는 서양 전통의 세속 건물과 교회 건물의 건축 조각에서 자주 발견된다. 영국의 교회에서는 예수 십자가의 신비로운 기원을 설명하는 대중적인 설교를 설명하기 위해 이 이미지가 사용되었다.
그린맨 유형의 잎 모양 머리는 프랑스에서 유래한 12세기 초 영국에서 처음 등장했으며 특히 13~15세기 고딕 건축물에서 인기가 있었다. 그린맨 모티프가 1939년 레이디 래글런(Lady Raglan)이 제안한 이교도 신화 인물을 나타낸다는 생각은 일반 대중에게 인기가 있음에도 불구하고 증거에 의해 뒷받침되지 않는다.